# Comté de Newaygo
Le comté de Newaygo (Newaygo County en anglais) est dans l'ouest de la péninsule inférieure de l'État du Michigan. Son siège est à White Cloud. Selon le recensement de 2000, sa population est de 47 874 habitants.

## Géographie
Le comté a une superficie de 2 231 km², dont 2 182 km² est de terre.

### Comtés adjacents
- Comté de Lake (nord)
- Comté de Mecosta (est)
- Comté de Montcalm (sud-est)
- Comté de Kent (sud-est)
- Comté de Muskegon (sud-ouest)
- Comté d'Oceana (ouest)